# Catherine Sedley, Countess of Dorchester

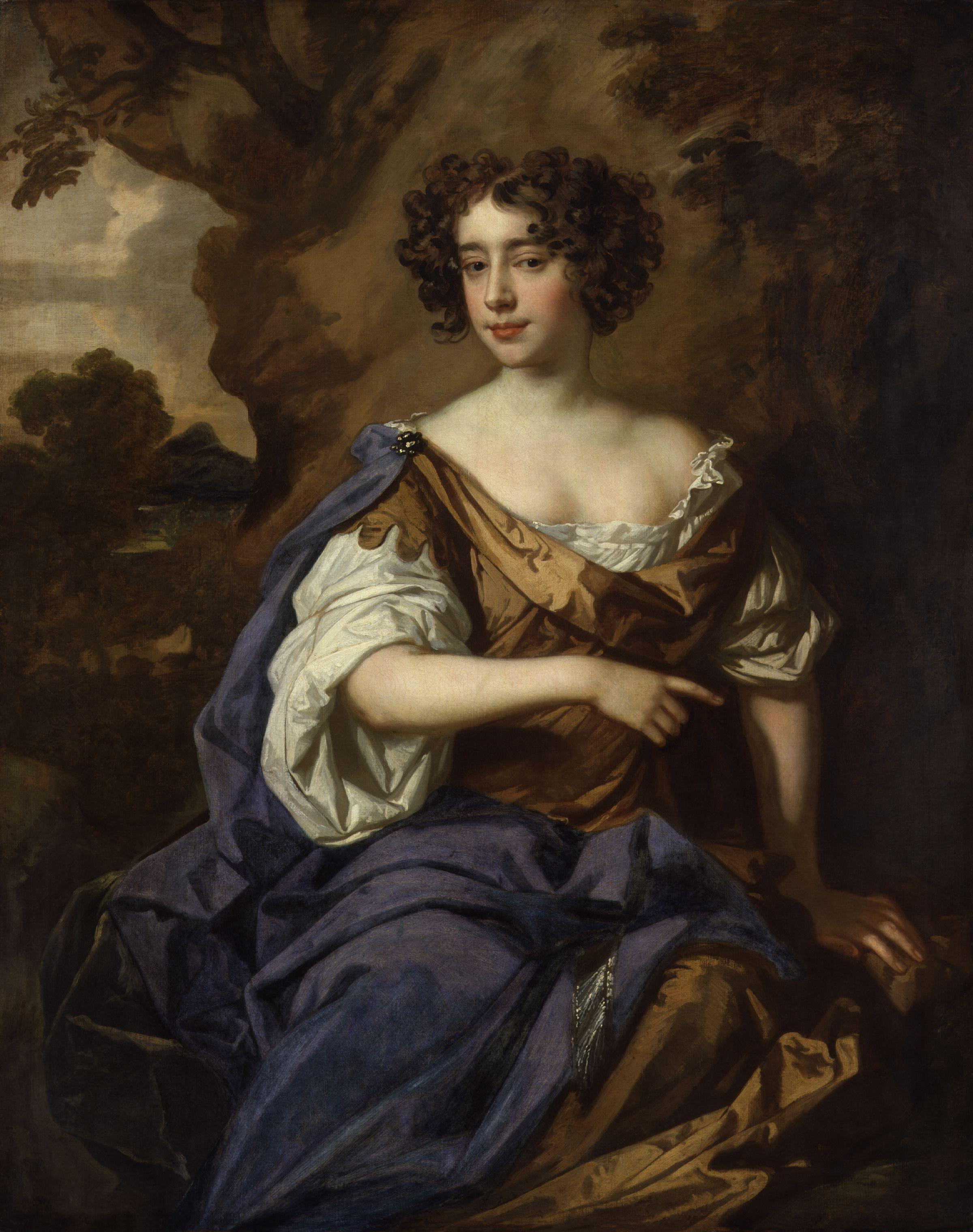
Porträt von Sir Peter Lely: Catherine Sedley, Countess of Dorchester (um 1675)

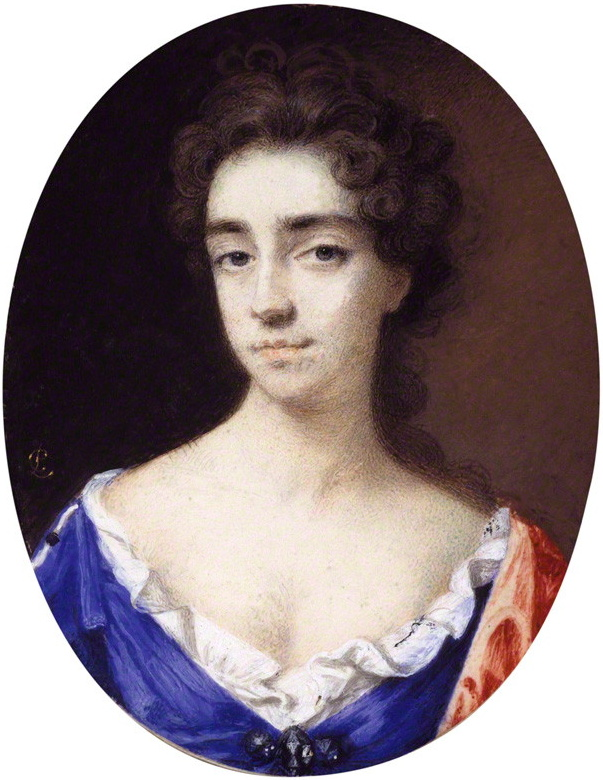
Peter Cross: Catherine Sedley, Countess of Dorchester, um 1685

Catherine Sedley, Countess of Dorchester (* 1657; † 26. Oktober 1717 in Bath) war die Mätresse von König Jakob II. von England.

## Leben
Catherine war die einzige Tochter des englischen Staatsmanns und Dramatikers Sir Charles Sedley, 5. Baronet (1639–1701) und seiner ersten Frau Lady Catherine Savage (1640–1680). Catherine kam als Hofdame an den englischen Hof und wurde um 1673 die Mätresse des Duke of York und späteren Königs Jakob II. von England (1633–1701). Aus der Verbindung gingen drei Kinder hervor:
- Katharina Darnley (1680–1743), ⚭ (1) 1699 James Annesley, 3. Earl of Anglesey (1670–1702), ⚭ (2) 1705 John Sheffield, 1. Duke of Buckingham and Normanby (1648–1721);
- James Darnley (1684–1685);
- Charles Darnley (1686–1687).

Da der Duke of York aus seiner ersten Ehe mit Anne Hyde (1637–1671) nur zwei Töchter, Maria (1662–1694) und Anne (1665–1714), hatte und keinen legitimen Erben – ging er 1673 eine erneute Ehe mit der katholischen Prinzessin Maria Beatrice d’Este (1658–1718) ein.
Der jahrelange schlechte Gesundheitszustand der Duchess of York hielt auch nach der Krönung (1685) an und wurde in Verbindung mit der noch immer aktuellen Liebesbeziehung des Königs zu Catherine Sedley gebracht. Während der gesamten bisherigen Ehejahre war Maria mit der Untreue ihres Gatten konfrontiert worden. In dieser Situation machte sich nun der große Einfluss des Jesuiten Edward Petre auf Jakob II. positiv bemerkbar. Er schaffte es, dass der König sich einer strengeren Moral unterwarf und offiziell von seiner Mätresse trennte. Maria und Petre gelang es schließlich auch, dass Catherine Sedley zumindest vorübergehend nach Irland ging. 1686 kehrte sie von dort jedoch zurück und Jakob II. verlieh ihr am 20. Januar 1686 zur Entschädigung für die langjährigen Dienste auf Lebenszeit die englischen Adelstitel Countess of Dorchester, in the County of Dorset, und Baroness Darlington, of Darlington in the County of Durham. Im gleichen Zug versprach er Maria, Catherine Sedley nie wiederzusehen. Dieses Versprechen hinderte ihn allerdings nicht daran, seine beiden illegitimen Söhne, die er mit seiner ersten Geliebten, Arabella Churchill (1648–1730), hatte, aus Frankreich nach England zu holen.
Im Jahre 1696 heiratete Catherine Sedley den Gouverneur von Gibraltar, David Colyear, 1. Earl of Portmore († 1730). Aus der gemeinsamen Ehe gingen zwei Söhne, David Colyear, Viscount Milsington (1698–1728) und Charles Colyear, 2. Earl of Portmore (1700–1785), hervor. Sie starb am 26. Oktober 1717 in Bath an einem Herzinfarkt.

## Zitat
„Meine Schönheit ist es nicht, denn er muss ja sehen, dass ich keine besitze. Und mein Verstand ist es nicht, denn er hat nicht genug, um den meinen zu erkennen.“